# Mike Van der Linden
Mike Van der Linden (Brasschaat, 19 oktober 1991) is een Belgisch voetballer die onder contract staat bij Merksem SC. Hij begon zijn jeugdopleiding bij deze club en speelde daarna voor onder meer Germinal Beerschot.
Van der Linden is de zoon van voormalig voetballer Dirk Van der Linden.